# Monopod

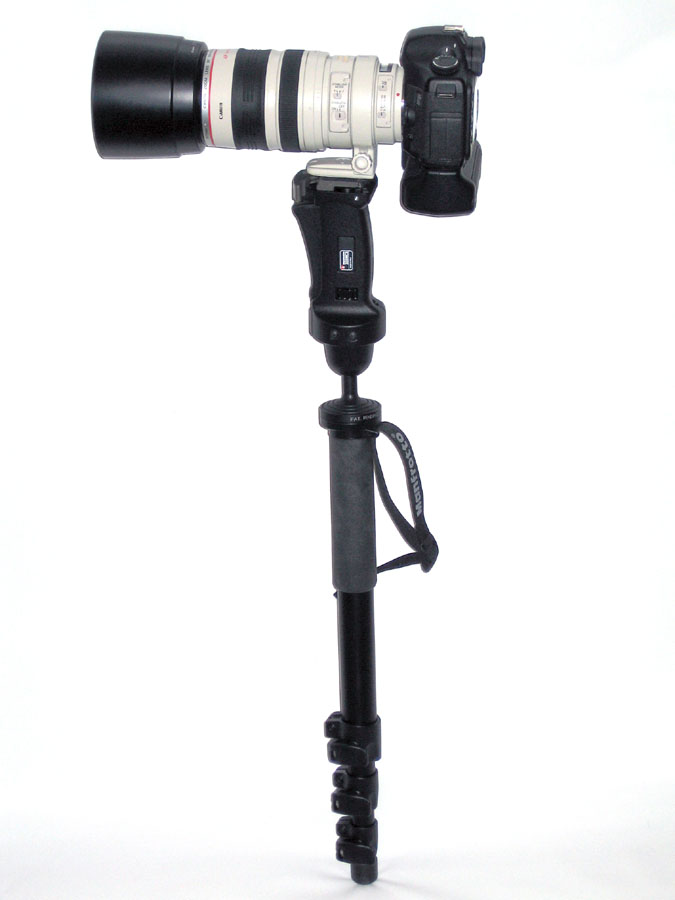
Složený monopod s fotoaparátem

Monopod je náhrada fotografického stativu do prostředí, kde je použití stativu z nějakého důvodu nemožné nebo nevhodné.
Jedná se o obvykle skládací teleskopickou tyč, na jejímž horním konci je připevněn prostřednictvím stativové hlavy fotoaparát. Dolní konec je opatřen gumovou patkou nebo hrotem.
Monopod se používá především ve sportovní fotografii, kde by běžný trojnohý stativ mohl tvořit nebezpečnou překážku a manipulace s ním by navíc pro fotografa byla zdlouhavá. Je také často využíván v místech, kde je používání běžného stativu omezeno nebo zakázáno nebo při cestách, kde by vadila hmotnost běžného stativu. Monopod lze pořídit i v úpravě, kdy může zároveň sloužit i jako trekingová hůl.

## Galerie

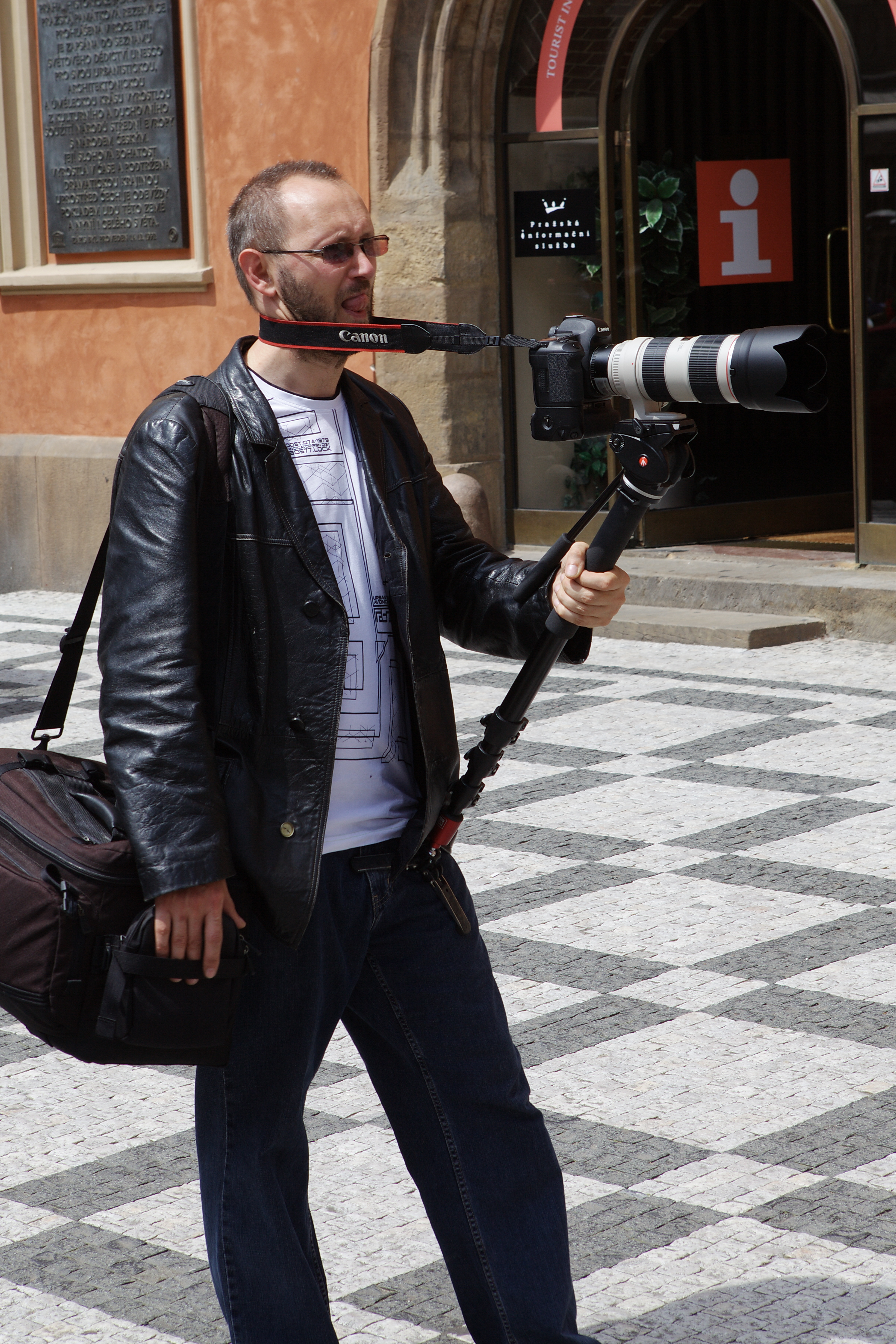
Možnosti využití speciálního monopodu jsou široké
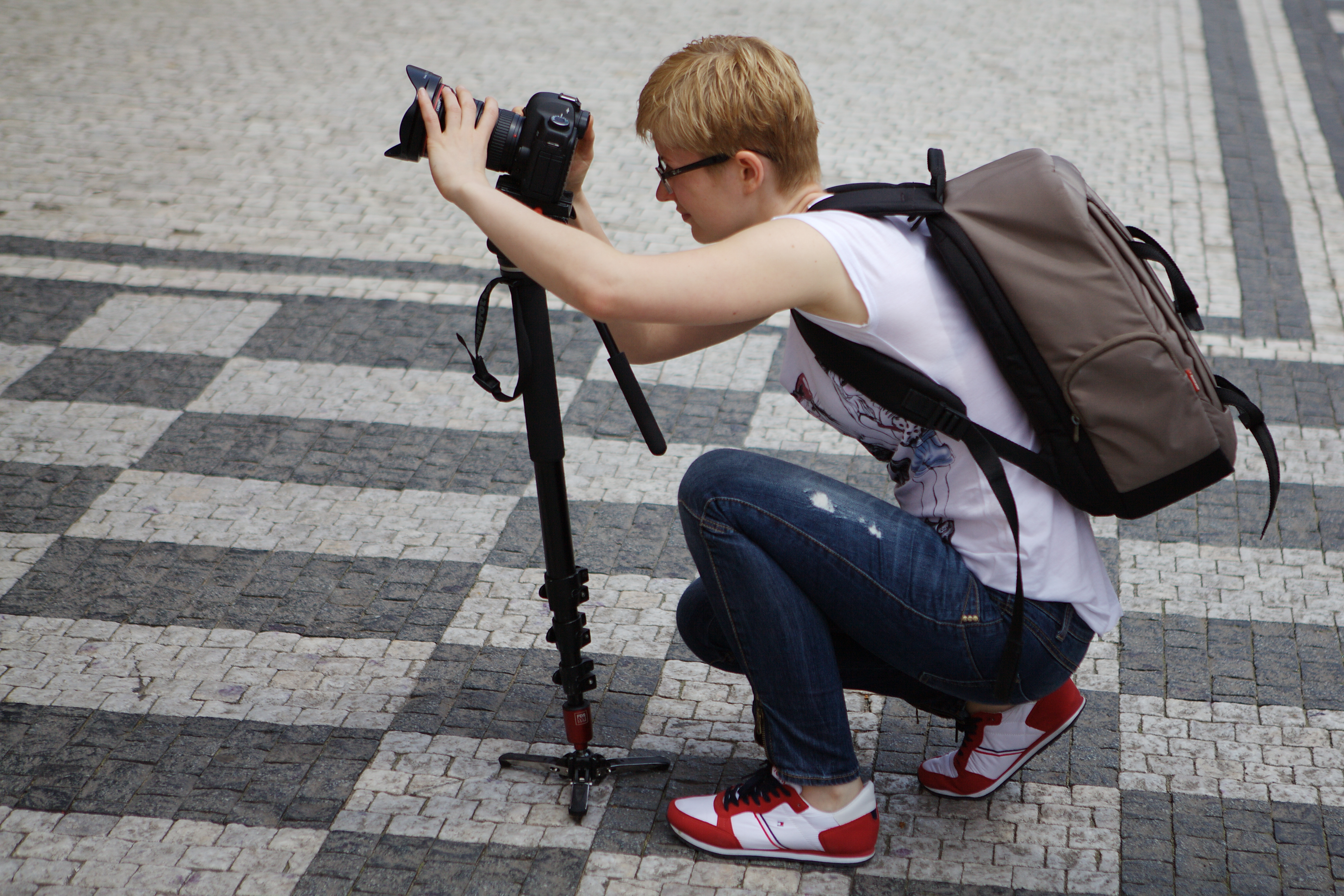
Možnosti využití speciálního monopodu jsou široké